# Jennifer Simpson
Jennifer Mae "Jenny" Barringer (-Simpson) (Webster City, 23 de agosto de 1986) é uma atleta norte-americana, especialista nos 1500 metros.
Participou dos Jogos Olímpicos de Pequim 2008, onde ficou em 9º lugar nos 1500m. Foi campeã mundial em Daegu 2011. Em Moscou 2013, ficou com a medalha de prata, perdendo a oportunidade do bicampeonato mundial para a sueca nascida na Etiópia Abeba Aregawi.